# Aartsbisschop van Armagh

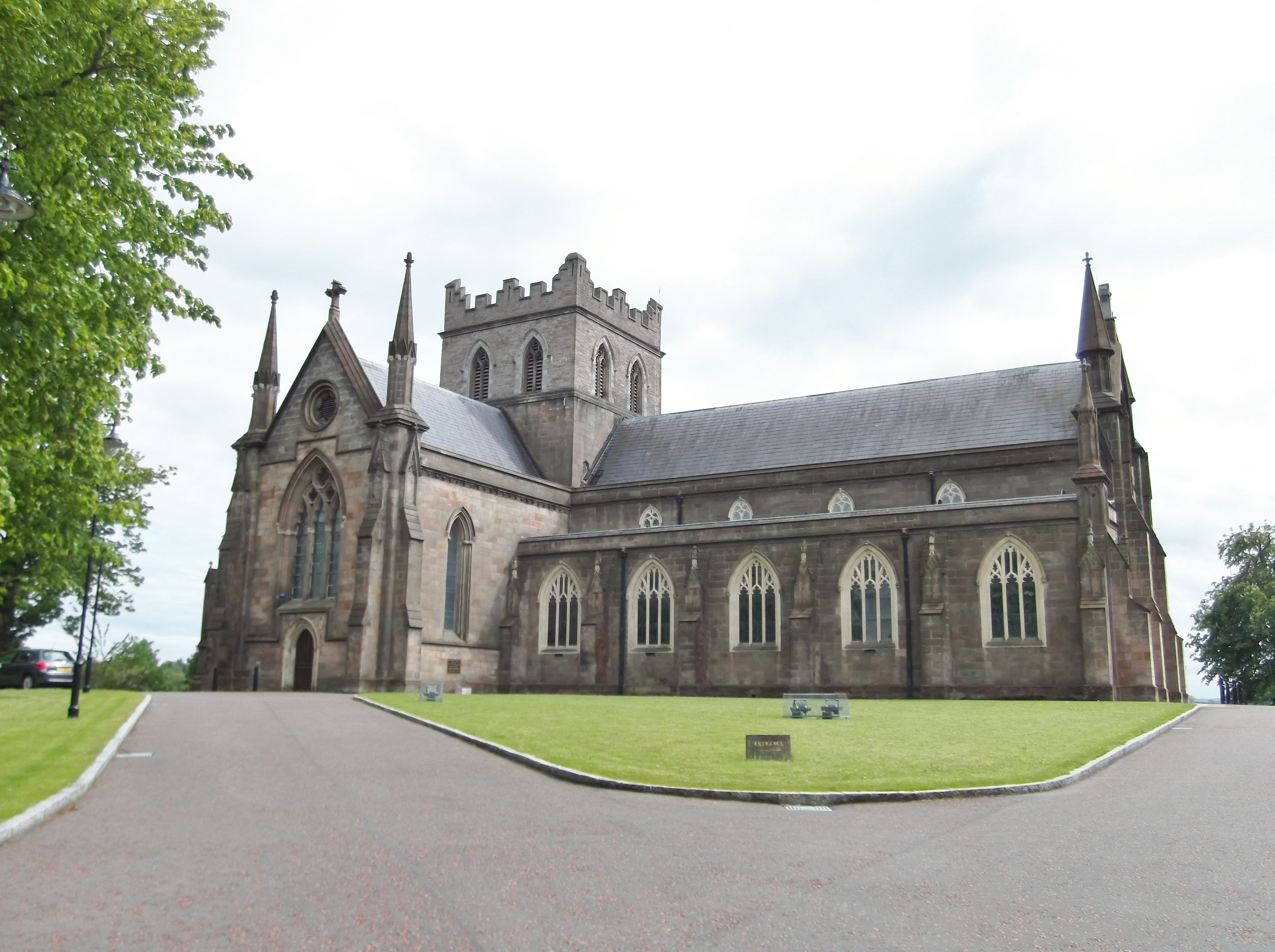
Sint Patrick's Cathedral, sinds de reformatie in gebruik als kathedraal in gebruik bij de Kerk van Ierland

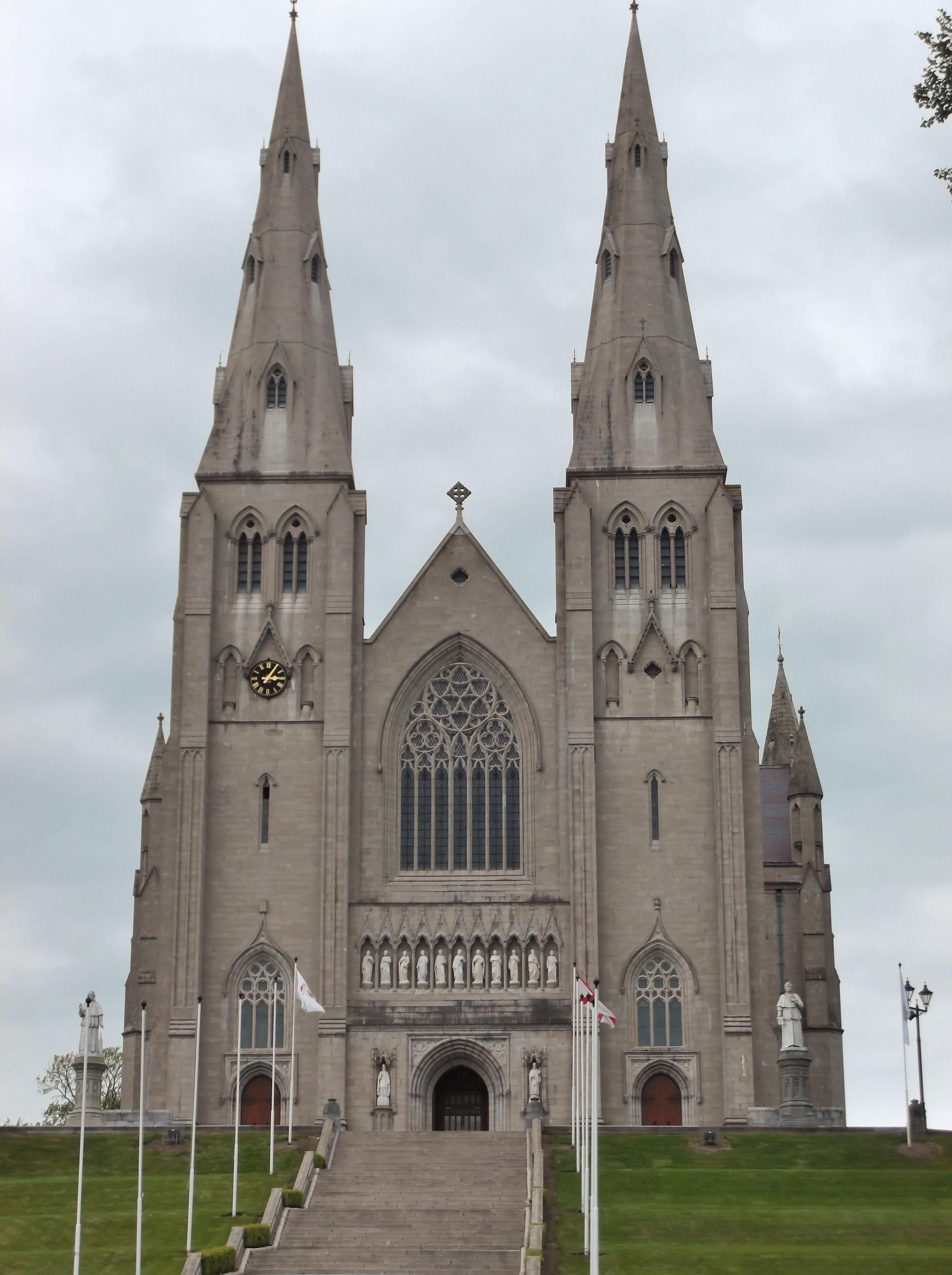
Sint Patrick's Cathedral, kathedraal van het Rooms-Katholieke Aartsbisdom Armagh

De aartsbisschop van Armagh is een kerkelijke titel die is ontleend aan de stad Armagh in Noord-Ierland. Er is zowel een Rooms-Katholieke aartsbisschop als een aartsbisschop die behoort tot de (protestantse) Kerk van Ierland. Beiden zijn tevens Primaat van "Heel Ierland" (Primate of All-Ireland). (De aartsbisschop van Dublin is Primaat van Ierland.) Beiden claimen in de apostolische successie te staan.

## Lijst van aartsbisschoppen van Armagh

### Aartsbisschoppen van vóór de Reformatie
De aartsbisschoppen van Armagh van voor de reformatie behoorden tot de Rooms-Katholieke Kerk.
- 1105-1129 : Celsus (Cellach mac Áeda meic Máel Ísu)
- 1132/1134-1136/1137 : Malachie (Máel Máedóc Ua Morgair)
- 1137-1174 : Gelasius (Gilla Meic Liac mac Diarmata)
- 1174-1175 : Cornelius (Conchobar mac Meic Con Caille)
- 1175-1180 : Gilbert O'Caran (Gilla in Choimded Ua Caráin)
- 1180-1184 : Thomas O'Conor (Tommaltach Ua Conchobair)
- 1184-1186/1187 : Maelisu O'Carroll (Máel Ísu Ua Cerbaill)
- 1186/1187-1201 : Thomas O'Conor (Tommaltach Ua Conchobair)
- 1206-1216 : Eugene MacGillaweer (Echdonn Mac Gilla Uidir)
- 1217-1227 : Luke Netterville
- 1227-1237 : Donat O'Feery (Donatus Ó Fidabra)
- 1239-1246 : Albert Suerbeer
- 1247-1256 : Renaud de Bologne
- 1257-1260 : Abraham O'Connellan
- 1261-1270 : Patrick O'Scanlan (Máel Patraic Ua Scannail)
- 1270-1303 : Nicholas MacMaelisu (Nicol Mac Máel Ísu)
- 1306-1307 : John Taaffe
- 1307-1311 : Walter Jorz
- 1311-1322 : Roland Jorz
- 1323-1333 : Stephen Seagrave
- 1334-1346 : David Mageraghty
- 1346-1360 : Richard FitzRalph
- 1361-1380 : Milo Sweetman
- 1381-1404 : John Colton
- 1404-1416 : Nicholas Fleming
- 1418-1439 : John Swayne
- 1439-1443 : John Prene
- 1443-1456 : John Mey
- 1457-1471 : John Bole
- 1471-1474 : John Foxalls
- 1475-1477 : Edmund Connesburgh
- 1478-1513 : Ottaviano Spinelli de Palatio
- 1513-1521 : John Kite
- 1521-1543 : George Cromer
- 1539-1551 : Robert Wauchope
- 1543-1551 : George Dowdall
- 1552-1553 : Hugh Goodacre
- 1553-1558 : George Dowdall

### Rooms-katholieke aartsbisschoppen van Armagh
| Afbeelding | Persoon                                 | Periode         | Opmerking(en)                                                                       |
| ---------- | --------------------------------------- | --------------- | ----------------------------------------------------------------------------------- |
|            | Sedisvacatie                            | 1558 - 1560     |                                                                                     |
|            | Donagh O'Tighe (†1562)                  | 1560 - 1562     |                                                                                     |
|            | Sedisvacatie                            | 1562 - 1564     |                                                                                     |
|            | Richard Creagh (1585)                   | 1564 - 1585     | Gestorven in januari 1585 in de Tower of London                                     |
|            | Sedisvacatie                            | 1585 - 1587     |                                                                                     |
|            | Edmund MacGauran (1548-1593)            | 1587 - 1593     |                                                                                     |
|            | Sedisvacatie                            | 1593 - 1601     |                                                                                     |
|            | Peter Lombard                           | 1601 - 1625     |                                                                                     |
|            | Aodh Mac Cathmhaoil (1571-1626)         | 1626            | Verengelsing van zijn naam: Hugh MacCaghwell                                        |
|            | Sedisvacatie                            | 1626 - 1628     |                                                                                     |
|            | Hugh O'Reilly (1580-1653)               | 1628 - 1653     |                                                                                     |
|            | Sedisvacatie                            | 1653 - 1658     |                                                                                     |
|            | Edmund O'Reilly (1598-1669)             | 1658-1669       | In ballingschap na de puriteinse machtsovername (1653-1669); overleden in Frankrijk |
|            | Heilige Oliver Plunkett (1629-1681)     |                 | Stierf de marteldood in 1681; Zaligverklaring in 1920; heiligverklaring in 1975     |
|            | Edward Drumgoole                        | 1681 - onbekend | Apostolisch vicaris                                                                 |
|            | Dominic Maguire OP (†1707)              | 1683 - 1707     |                                                                                     |
|            | Sedisvacatie                            | 1707 - 1715     |                                                                                     |
|            | Hugh MacMahon (1680-1737)               | 1715 - 1737     |                                                                                     |
|            | Bernard MacMahon (1680-1747)            | 1737 - 1747     |                                                                                     |
|            | Ross MacMahon (1698-1748)               | 1747 - 1748     |                                                                                     |
|            | Michael O'Reilly (c. 1690-1758)         | 1749 - 1758     |                                                                                     |
|            | Anthony Blake (c. 1704-1778)            | 1758 - 1778     |                                                                                     |
|            | Richard O'Reilly (1746-1818)            | 1787 - 1818     |                                                                                     |
|            | Patrick Curtis (1740-1832)              | 1819 - 1832     |                                                                                     |
|            | Thomas Kelly (†1835)                    | 1832 - 1835     |                                                                                     |
|            | William Crolly (1780-1849)              | 1835 - 1849     |                                                                                     |
|            | Paul Cullen (1803-1878)                 | 1849 - 1852     | Nadien (1852-1878) aartsbisschop van Dublin; kardinaal (1866)                       |
|            | Joseph Dixon (1806-1866)                | 1852 - 1866     |                                                                                     |
|            | Michael Kieran (1803-1869)              | 1866 - 1869     |                                                                                     |
|            | Daniel McGettigan (1815-1887)           | 1870 - 1887     |                                                                                     |
|            | Michael kardinaal Logue (1840-1924)     | 1887 - 1924     | Sinds 1893 kardinaal                                                                |
|            | Patrick kardinaal O'Donnell (1856-1927) | 1924 - 1927     | Sinds 1925 kardinaal                                                                |
|            | Joseph kardinaal MacRory (1861-1945)    | 1928 - 1945     | Sinds 1929 kardinaal                                                                |
|            | John kardinaal D'Alton (1882-1963)      | 1946 - 1963     | Sinds 1953 kardinaal                                                                |
|            | William kardinaal Conway (1913-1977)    | 1963 - 1973     | Sinds 1965 kardinaal                                                                |
|            | Tomás kardinaal Ó Fiaich (1923-1990)    | 1977 - 1990     | Sinds 1979 kardinaal                                                                |
|            | Cahal kardinaal Daly (1917-2009)        | 1990 - 1996     | Sinds 1991 kardinaal; emeritaat in 1996                                             |
|            | Seán kardinaal Brady (1939-)            | 1996 - 2014     | Sinds 2007 kardinaal; emeritaat in 2014                                             |
|            | Eamon Martin (1961-)                    | 2014 - heden    |                                                                                     |

### Aartsbisschoppen gedurende de Reformatie
| Afbeelding | Persoon                     | Periode                    | Opmerking(en) |
| ---------- | --------------------------- | -------------------------- | --- |
|            | George Cromer (†1542)       | 1521 - 1543                | Betwist; keerde zich tijdens de regering van koning Hendrik VIII tegen de Rooms-Katholieke Kerk; geschorst in 1539 door de R.K. Kerk, bleef door bemoeienis van de koning in functie               |
|            | Robert Wauchope (1500-1551) | 1539 - 1551                | Betwist; Aanvankelijk apostolisch administrator (1539-1543); bleef R.K. Kerk trouw, maar kon als gevolg daarvan zijn ambt niet vervullen; overleden in ballingschap; vriend van Desiderius Erasmus |
|            | George Dowdall (1487-1558)  | 1543 - 1551 Eerste termijn | Betwist; Tijdens zijn eerste termijn stond hij aan de zijde van de anglicanen |
|            | Hugh Goodacre (†1553)       | 1552 - 1553                | Betwist; Anglicaans geestelijke |
|            | George Dowdall (1487-1558)  | 1543 - 1551 Tweede termijn | Betwist; Tijdens zijn tweede termijn was hij onder de regering van koningin Maria R.K. aartsbisschop van Armagh                                                                                    |

### Aarstbisschoppen van Armagh (Kerk van Ierland)
| Afbeelding | Persoon                                       | Periode      | Opmerking(en)                                                                       |
| ---------- | --------------------------------------------- | ------------ | ----------------------------------------------------------------------------------- |
|            | Sedisvacatie                                  | 1558 - 1562  |                                                                                     |
|            | Adam Loftus (c. 1533-1605)                    | 1562 - 1567  | Nadien (1567-1605) aartsbisschop van Dublin                                         |
|            | Thomas Lancaster (†1583)                      | 1568 - 1584  |                                                                                     |
|            | John Longe (1548-1589)                        | 1584 - 1589  |                                                                                     |
|            | John Garvey (1527-1595)                       | 1589 - 1595  |                                                                                     |
|            | Henry Ussher (1550-1613)                      | 1595 - 1613  |                                                                                     |
|            | Christopher Hampton (1552-1625)               | 1613 - 1625  |                                                                                     |
|            | James Ussher (1581-1656)                      | 1625 - 1656  | Historicus; bekend om zijn "Ussher chronologie"                                     |
|            | Sedisvacatie                                  | 1656 - 1661  |                                                                                     |
|            | John Bramhall (1593-1663)                     | 1661 - 1663  |                                                                                     |
|            | James Margetson (1600-1678)                   | 1663 - 1678  | Voorheen (1661-1663) aartsbisschop van Dublin                                       |
|            | Michael Boyle (c. 1609-1702)                  | 1679 - 1702  | Voorheen (1663-1679) aartsbisschop van Dublin                                       |
|            | Narcissus Marsh (1638-1713)                   | 1703 - 1713  | Voorheen (1694-1703) aartsbisschop van Dublin                                       |
|            | Thomas Lindsay (1656-1724)                    | 1713 - 1724  |                                                                                     |
|            | Hugh Boulter (1672-1742)                      | 1724 - 1742  |                                                                                     |
|            | John Hoadly (1678-1746)                       | 1742 - 1746  | Voorheen (1730-1742) aartsbisschop van Dublin                                       |
|            | George Stone (1708-1764)                      | 1747 - 1764  |                                                                                     |
|            | Richard Robinson, 1e baron Rokeby (1708-1794) | 1765 - 1794  |                                                                                     |
|            | William Newcome (1729-1800)                   | 1795 - 1800  |                                                                                     |
|            | The Honorouble William Stuart (1755-1822)     | 1800 - 1822  |                                                                                     |
|            | Lord John Beresford (1773-1862)               | 1822 - 1866  | Voorheen (1820-1822) aartsbisschop van Dublin                                       |
|            | Marcus Beresford (1801-1885)                  | 1862 - 1885  |                                                                                     |
|            | Robert Knox (1808-1893)                       | 1886 - 1893  |                                                                                     |
|            | Robert Samuel Gregg (1834-1896)               | 1893 - 1896  |                                                                                     |
|            | William Alexander (1824-1911)                 | 1896 - 1911  |                                                                                     |
|            | John Crozier (1853-1920)                      | 1911 - 1920  |                                                                                     |
|            | Charles D'Arcy (1859-1938)                    | 1920 - 1938  | Voorheen (1919-1920) aartsbisschop van Dublin                                       |
|            | Godfrey Day (1874-1938)                       | 1938         |                                                                                     |
|            | John Gregg (1873-1961)                        | 1939 - 1959  | Voorheen (1920-1939) aartsbisschop van Dublin Afgetreden in 1959; overleden in 1961 |
|            | Jam McCann (1897-1983)                        | 1959 - 1969  | Afgetreden in 1969; overleden in 1983                                               |
|            | George Simms (1910-1991)                      | 1969 - 1980  | Voorheen (1959-1969) aartsbisschop van Dublin Afgetreden in 1980; overleden in 1991 |
|            | John Armstrong (1915-1987)                    | 1980 - 1986  | Afgetreden in 1986; overleden in 1987                                               |
|            | Robin Eames (1936-)                           | 1986 - 2006  | Emeritaat in 2006; sinds 1995 Baron Eames                                           |
|            | Alan Harper (1944-)                           | 2007 - 2012  | Emeritaat in 2012                                                                   |
|            | Richard Clarke (1949-)                        | 2012 - 2020  | Emeritaat in 2020                                                                   |
|            | John McDowell (1956-)                         | 2020 - heden | Gekozen op 18 maart 2020                                                            |